# Hiko
Hiko – jednostka osadnicza w Nevadzie na terenie hrabstwa Lincoln przy drodze stanowej 318.
Dawniej, zamieszkane przez kilkaset osób ze względu na bliskość kopalni srebra. W latach 1867–1871 Hiko było stolicą hrabstwa. Obecnie są tu rancza. Z dawnego miasta pozostało niewiele oprócz cmentarza i jednego sklepu. Całość na wzniesieniu wysokości 1179 metrów (3869 stóp).